# L'Anse-au-Loup
L'Anse-au-Loup é uma pequena cidade localizada na província canadense de Terra Nova e Labrador. De acordo com o censo canadense de 2016, a cidade tinha uma população de 558 habitantes.